# Équipe cycliste Bridgestone Anchor (2003-2005)
L'équipe cycliste Bridgestone Anchor est une ancienne formation japonaise de cyclisme professionnel sur route (2003-2005). Cette équipe était classée par l'UCI comme équipe continentale (Asie), participant aux côtés d'équipes continentales professionnelles aux épreuves des circuits continentaux. Cette équipe ne doit pas être confondu avec l'équipe Bridgestone Anchor qui a été créée en 2008.

## Histoire de l'équipe
L'équipe est fondée au Japon en 2003 par le fabricant de cycles Bridgestone. Elle évolue à l'époque parmi les Groupes Sportifs 3. À la création des circuits continentaux en 2005, elle devient une équipe continentale. Elle disparaît à la fin de l'année. Une partie de l'encadrement et des coureurs forme en 2006 la nouvelle équipe Cycle Racing Vang.

## Effectif 2005
| Cycliste           | Date de naissance | Nationalité | Équipe 2004                  |
| ------------------ | ----------------- | ----------- | ---------------------------- |
| Koji Fukushima     | 21.08.1973        | Japon       |                              |
| Shinichi Fukushima | 13.09.1971        | Japon       |                              |
| Kazuo Inoue        | 17.02.1981        | Japon       |                              |
| Takashi Miyazawa   | 27.02.1978        | Japon       | ex-pro (Bridgestone en 2003) |
| Takehiro Mizutani  | 09.08.1973        | Japon       |                              |
| Junya Sano         | 09.01.1982        | Japon       | Elite 2                      |
| Tomoya Sano        | 02.09.1981        | Japon       |                              |
| Miyataka Shimizu   | 23.11.1981        | Japon       |                              |
| Yusuke Shimizu     | 25.03.1981        | Japon       |                              |
| Shinri Suzuki      | 25.12.1974        | Japon       | Shimano Racing               |
| Yasutaka Tashiro   | 07.06.1974        | Japon       |                              |